# Aveszta
Az Aveszta (elterjedtebb, de pontatlan néven Zend-Aveszta) a Kr. e. I. évezredben keletkezett szent könyv, a zoroasztrizmus, más néven párszi vallás híveinek, Zarathustra követőinek könyve, az iráni (perzsa) irodalom legrégebbi emléke. Különböző korokban keletkezett vallásos szövegek gyűjteménye. A ránk maradt mű terjedelme mintegy 500 oldal. A hagyomány szerint a jelenlegi Aveszta csupán töredéke az eredetileg 21 könyvből ("nask") álló műnek. Ezt történeti források ugyanúgy bizonyítják, mint a megmaradt mű szerkezetének jellege, mely arra enged következtetni, hogy a jelenleg ismert Aveszta különböző forrásokból származó szövegek-töredékek összeállítása. Ezt történeti források is alátámasztják.[forrás?] Plinius 2 millió verset tulajdonít Zarathustrának, az arab történetíró, at-Tabari pedig beszámol arról, hogy Zarathustra írásai 12 ezer darab "tehénbőrt" (pergament) töltöttek meg. A párszi hagyományt őrző pahlavi könyvben a Dinkardban említés esik az Aveszta két teljes példányáról. Az egyik a perszepoliszi lángokban veszett oda, az Arda Viraf (Viraf látomásos pokolbéli utazásáról szóló könyv) tanúsága szerint, amikor Nagy Sándor felégettette a palotát, a másikat szintén a görögök semmisíthették meg valamilyen úton-módon.

Faravahar: a zoroasztriánus vallás legismertebb jelképe

## Az Aveszta felépítése
Az Aveszta jelenlegi alakjában a következő részekből áll:
Jasná (Yashna, "imádság")
72 hosszabb ima az isten (Ahura Mazdá) és a különböző szellemi lények tiszteletére, az Aveszta legfőbb liturgikus része. Ezen belül külön csoportot alkot 17 verses formájú darab, az úgynevezett gathák (ének, himnusz), az Aveszta legrégebbi darabjai, melyeket a hagyomány szerint maga Zarathustra szerzett. A könyv három, nagyjából egyforma részre oszlik. Az első rész Ormazd és a vallás más istenségeinek invokációjával kezdődik, s tartalmazza az étel-, és italáldozati rítusok szövegeit. Ezt követik a Gáthák, Zarathustra tanító, buzdító, prófétai dalai. A gáthák szövege metrikusan felpített, nyelvezete különbözik az Aveszta többi szövegének nyelvétől. A 17 himnusz közé ékelődik a Yashna Haptanghaiti (A hét fejezet jasnája). Ez a prózában írt szöveg imádságokat tartalmaz Ahura Mazdához (Ormazdhoz), az arkangyalokhoz, az igazak lelkéhez, a tűzhöz, a vízhez, a földhöz. Bár ez a rész korban és nyelvében közel áll a gáthákhoz, a vallás egy későbbi, fejlettebb formáját képviseli. A Jasná utolsó részében a különböző istenségekhez szóló imáságok, hálaadó énekek találhatók.
Visperád (Vishperad, Visperdíd,"minden hatalmasság")
A Jasnával azonos jellegű, 24 rövidebb magasztaló ima „minden hatalmasság” tiszteletére, innen ered a neve is. A szertartások alkalmával a Visperád szövegeit a Jasná fejezetei közé ékelve alkalmazzák. E két rész himnuszai a párszi szertartások liturgikus szövegei.
Jast (Yasht, "magasztalás")
21 hosszú, egyenként több fejezetből álló magasztaló ének az istenségek, az angyalok, az igazak eltávozott lelkének tiszteletére. A Jast főleg metrikus, verses formában íródott és számos mitológiai, történelmi utalást tartalmaz.
Vendídád ("gonosz szellemek elleni törvény")
Rituális előírások gyűjteménye 22 fejezetben (ezek elnevezése: Fargard), Mózes öt könyvének feleltethető meg. A könyv az Aveszta teremtéstörténetével kezdődik, majd az aranykort követő pusztító ítélettel és özönvízzel folytatódik. Ezt követően a mezőgazdaság áldásaival, majd jogi-rituális rendelkezésekkel foglalkozik, többek között foglalkozik a holttest okozta tisztátalanság megszüntetésével, a kutya és a tehén oltalmazásával és a menstruáció utáni tisztulással. A szertartásokon a Vendídád szövegeit a gáthák közé illesztve alkalmazták.
A kisebb szövegek
A kisebb szövegek (Níjajes, Gah, Sirozah, Afrinagan) tartalmukra nézve rövid imák, dicséretek, áldások, melyeket mindennapos használatra vagy egy-egy különleges alkalomra szántak.
A töredékek
A főbb könyveken kívül az Aveszta részét képzik az úgynevezett töredékek, melyek az Aveszta nyelvén íródtak, s valaha teljes jogú részét képezték a hatalmas avesztai irodalomnak. Ide tartoznak a Nirangisztán, az Aogernadaecha, a Zend-pahlavi glosszárium és egyéb töredékek. Itt szokás említeni azokat a vallási töredékeket is, melyek perzsa nyelven maradtak fenn. Ezeknek többsége minden bizonnyal az eredeti aveszta nyelvű szövegek fordítása és az eredeti iratok tematikáját tartalmazza.
Khorda Aveszta (Kis Aveszta)
A mindennapos használatra összeállított imádságok könyve. Az Aveszta rövidebb változata, ami nem tartalmazza a Jasná, a Vendídád és a Visperád (a papok használatára fönntartott részek) szövegeit. Gyakran használt rövid imákból, a kisebb szövegekből (Nijajes, Gah, Sirozah, Afrinagan), valamint a Jast himuszaiból épül fel.

## Az elnevezés anomáliája
Az Avesztát a máig érvényben lévő fordítások készítői (James Darmesteter, L. H. Mills) és a különböző kiadások szerkesztői is Zend-Aveszta néven említik. Az elnevezés helyességét ugyanakkor modern kutatók megkérdőjelezik.
A 224-ben, a parthusok dinasztiáját felváltó szászánidák uralma alatt az eredeti szövegrészekhez (Jasna, Jast, Vendidad) új szövegek kapcsolódtak. Ezek legfontosabbika a Visperad, ami a Jasna és a Jast szövegeiből összeállított hosszú liturgia az istenséghez szóló fohászok betoldásával, valamint a Khorda Aveszta, rövid imádságok gyűjteménye a hívők általános használatára. A szászánidák az állam szintjére emelték a zoroasztriánus vallást, s így fontos szemponttá vált a szövegek közérthetősége. A már létező Aveszta-magyarázatok mellé egy új kommentárt is létrehoztak, melynek elnevezése a Zend (Zand). Ez a magyarázó szöveg a szászánida Aveszta szerves részévé vált, s első fordítója, a francia kutató Anquitel du Perron Zend-Avesta néven vezette be a köztudatba.
II. Huszrau szászánida király (ur.: 591 – 628) alatt létezett egy még teljesebb, immár kanonikus összeállítás, melynek elnevezése Nagy Aveszta volt. Ez az összeállítás, a fentieken túl tartalmazott a kozmogónia, a jog kérdéseivel foglalkozó könyveket, egy Zarathustra életrajzot, apokaliptikus írásokat, és több doktrina-magyarázatot. 642-ben, az iráni terület arab megszállásával veszi kezdetét a Nagy Aveszta könyveinek széthullása. Bár az arab hódítók kezdetben türelmet mutattak a zoroasztrianizmus iránt, az iszlám megerősödésével, a szent szövegek arab nyelvre való átültetésével megkezdődött az eredeti szövegek eltűnése. A 9. században a zorosztriánusok közül sokan Indiába menekültek, ezért található meg számos Aveszta szöveg indiai fordításban.

## Az Aveszta felfedezése
Az Aveszta vallásával foglalkozó írásokat már az ókortól kezdve találunk töredékes formában, többek között például Arisztotelésznél. Hérodotosz történeti művének perzsákkal foglalkozó részében találhatók utalások, Plutarkhosztól, Pliniusztól és Agathiasztól szintén maradtak fenn töredékek. A korai kereszténység idején a különböző vallási és filozófiai csoportok kerestek fogódzót a misztikusnak kikiáltott zarathustrai tanokban, s a középkorban sem tudtak sokkal többet a mazdeizmusról, mit alapítójának nevét, aki vallásalapítóból a rejtett tudományok nagymesterévé lépett elő.

### Az első művek Európában
A reneszánsz idején kezdődik meg az Aveszta komolyabb felfedezése. Barnabé Brisson sikerrel vállalkozik görög és római források alapján az ókori Perzsia vallásának újrafelfedezésére De regio persarum principatu libri tres című könyvében, mely 1590-ben jelenik meg Párizsban. Később többen vállalkotnak az eredeti források felkutatására, mint például a misszionárius Gabriel du Chinon, aki Irán területén teljesített szolgálata alatt találkozott a zoroasztriánusok maradékával és látta szent könyveiket.
Az 1700-as években Thomas Hyde, oxfordi professzor volt az első, aki kísérletet tett az ókori perzsák vallásának szisztematikus helyreállítására. Veterum Persarum et Parthorum et Medorum, religiosa historia című könyve (Oxford, 1700) a párszikról vallott modern felfogás első megjelenítője. 1718-ban az angol származású George Bouchert a szurati párszik megajándékozzák a Vendidad Sadah egy példányával, ami végül az oxfordi Bodleian Library állományába kerül.
1754-ben Anquitel du Perronnak, az École des Langues Orientales ifjú hallgatójának kezébe kerül az oxfordi Vendidad néhány oldalának másolt példánya, s a felfedezés arra készteti, hogy maga induljon útnak a párszik szent könyveinek megszerzéséért. 1764-ben, több éves bolyongás és kaland után visszaérkezik Párizsba, immár az Avesta eredeti példányával és 1771-ben kiadja a könyv első jelentősebb fordítását (Ouvrage de Zoroaszter 3.vol. Paris, 1771).

### Az eredetiség kérdése
Du Perron fordításának megjelenése után élénk vita bontakozott ki a tudományos világban az Aveszta eredetiségét illetően. Voltak, akik úgy vélték, hogy a du Perron által előkerített úgynevezett Zend Aveszta nem Zarathustra és tanítványai műve, hanem hamisítvány. Ezen nézet leghangosabb támogatója a neves orientalista, Sir William Jones volt. Egy 1771-ben kiadott, francia nyelven fogalmazott pamflet-szerű levélben azzal érvelt, hogy du Perron hagyta magát becsapni, s a párszik egy értéktelen, összetákolt fantasztikus mesegyűjteménnyel engedték útjára. Franciaországban az Aveszta eredetiségét nem kérdőjelezték meg. Du Perron lelkes támogatóra talált a német tudós, Friedrich Kleuker személyében, aki németre fordította munkáját (Riga, 1776).
Az eredetiség vitájának lezárását végül a szövegek filológiai összehasonlítása hozta meg. Mintegy ötven évvel du Perron fordításának megjelenése után az Aveszta eredeti szövegeit a szanszkrit nyelv kutatói kezdték vizsgálni. A szanszkrit és az aveszta nyelv közti megfeleltethetőséget kutatók már korábban észrevették. A legjelentősebb haladást ezen a területen a dán filológus, Rasmus Christian Rask tette, az ő nevéhez fűződik az első értekezés a zend nyelvvel kapcsolatban (A Dissertation on the Authenticity of the Zend Language, Trans. Lit. Soc. of Bombay, 1826). Rask írásában bebizonyította a zend nyelv ősi eredetét és rámutatott, hogy hangzókészletében közelebb áll a perzsa nyelvhez, mint a szanszkrithoz. A zend nyelv gyakran sajátos formájú nyelvtani elemivel kapcsolatban rámutatott nemcsak a szanszkrithoz, de a latinhoz és a göröghöz való hasonlatosságokra is.
Raskkal körülbelül egyidőben kezdett el foglalkozni az Aveszta nyelvével a francia tudós, Eugène Burnouf, aki az Aveszta és a szanszkrit nyelv összefüggéseinek ismeretében, a szövegekeket módszeres filológiai vizsgálatnak vetette alá. Így jött rá, hogy a du Perron-féle fordítás sok helyen téves, pontatlan. Burnouf a Jasna egy 15. századi szanszkrit fordításához folyamodott a zend nyelv megfejtésének kulcsaként, s ezzel együtt az összehasonlító nyelvészet és a filológia eszköztárát felhasználva sikerült helyreállítania a szöveg azon részeit, melyek du Perron olvasatában zagyvaságnak tűntek. Commentaire sur le Yaçna, l'un des livres liturgiques des Parses című műve 1883 és 1885 között jelent meg.
Burnouf felfedezése, az összehasonlító módszer alkalmazása, valamint a Perszepoliszban és Behistunban talált, az Akhaimenida dinasztia idejéből származó perzsa feliratok megfejtése lassanként lecsendesítette az eredetiség körül zajló vitát. A Burnouf felépítette alapokon olyan neves kutatók építkeztek tovább, mint Franz Bopp, Martin Haug, Westergaard, Friedrich von Spiegel, Bartholomae, James Darmesteter, De Harlez, Justi, Mills vagy Karl Friedrich Geldner.

## Az Aveszta nyelve
Két nyelvváltozatot őriz az Aveszta, amelyek az óiráni nyelv különböző dialektusaiból alakulhattak ki. Az avesztai nyelv ezeknek az összefoglaló elnevezése. A szóbeliség és a vallás földrajzi terjedése miatt a szövegek valószínűleg késői nyelvállapotokat tükröznek. A betűk a szászánida uralkodók korában használt pahlaviból származnak, amikor is a szövegeket lejegyezték és kiadták. Az írást jobbról balra olvassuk.
Az Avesztában kétféle dialektust különböztethetünk meg. Az egyik a "gatha dialektus", a szöveg legrégebbi részeinek nyelve. A másik az "újabb aveszta" vagy "klasszikus" dialektus, ezen a nyelven olvasható az Aveszta legnagyobb része. A "gatha dialektus", Zarathtusztrának és követőinek nyelve, nyelvtani szerkezetében tisztán megmaradt. Az "újabb aveszta" nyelvváltozat, főleg kései összeállításában nyelvi hanyatlást mutat, ami sok helyütt a ragozási sorok zavarosságában mutatkozik meg. A nyelvi pontatlanságok valószínűleg a másolási folyamat alatt keletkeztek. Az aveszta nyelv ősi voltát a védikus szankszkrithez hasonlíthatjuk. Szoros kapcsolatot mutat a szanszkrittel, bár egyénileg igen különbözik is tőle. Mindkét nyelv az indoiráni nyelvcsalád tagja.

## Az Aveszta kiadásai

### Eredetiben
- N.L. Westergaard: Zendavesta or the religious books of the Zoroastrians, Copenhagen, 1852–54)
- Geldner: Avesta, die heiligen Bücher der Parsen, Stuttgart, 1886–95, 3 kötet
- Bartholomae: Text der Gâthâs, Halle, 1879

### Fordítások
- Olshausen: Vendidad, Hamburg, 1829
- Eugène Burnouf: Vendidad Sadé l'un des livres de Zoroastre lithographié, Paris, 1829–1843
- Friedrich von Spiegel: Avesta die heiligen Schriften der Parsen, Wien, 1853-58, 2 kötet
- Martin Haug: Die Gâthâs des Zarathustra, Leipzig, 1858–60, 2 kötet
- Charles-Joseph de Harlez: Avesta, Livre sacré des sectateurs de Zoroastre, traduit du texte, Paris, 1875–77
- James Darmesteter: The Zend-Avesta, Part 1., Vendidad, Oxford, Sacred Books of the East, 1880
- James Darmesteter: The Zend-Avesta, Part 2., Sîrôzahs, Yasts, Nyâyis, Oxford, Sacred Books of the East, 1883
- L.H. Mills: The Zend-Avesta, part 3., Yasna, Visparad, Afrînagân, Gâhs, Oxford, Sacred Books of the East, 1887
- James Darmesteter: Le Zend-Avesta, traduction nouvelle avec commentaire historique et philologique, Paris, 1892-93, 3 kötet

### Magyarul
- Zarathustra Zend-Avesztája; ford., bev. Zajti Ferenc; szerzői, Bp., 1919
- Zend-Aveszta; ford., bev. Zajti Ferenc; Kőrösi Csoma Sándor Társaság, Cleveland, 1980 (Magura ismeretkincs. A Kőrösi Csoma Sándor Társaság Magura Munkatörzsének ismeretkincs sorozata)
- Zarathusztra, Zend Aveszta. Szemelvények; zendből ford. Edmond Bordeaux Székely, angol ford. Szentesy E. András; Living Earth-Élő Föld, Bp., 2000 (E. B. Székely könyvek)
- Zarathustra Zend-Avesztája; ford., bev. Zajti Ferenc; Barnaföldi G. Archívum, Bp., 2008
- Zarathustra Zend-Avesztája; ford., bev. Zajti Ferenc; L.N.L., Hajdúszoboszló, 2008 (A fenséges kert legerősebb fája sorozat)
- Zarathusztra: Zarathustra Zend-Avesztája (MEK)